# Capella Agostino Steffani
La Capella Agostino Steffani (aujourd'hui Hannoversche Hofkapelle) est un orchestre allemand de musique baroque sur instruments anciens, fondé en 1981.
L'ensemble doit son nom à Agostino Steffani, kapellmeister vers 1690 pour l'opéra à la cour du  duc Ernest-Auguste, prince-électeur de Hanovre, qui fit autorité pour la musique baroque tardive en Allemagne.

## Historique
C'est en 1981 à Hanovre que le claveciniste et organiste hongrois Lajos Rovátkay fonde l'orchestre « Capella Agostino Steffani »,.
Après la démission de Lajos Rovátkay en 1996, l'ensemble est rebaptisé Hannoversche Hofkapelle et sa direction est reprise par Anne Röhrig, premier violon et membre fondateur de la Capella Agostino Steffani.

## Répertoire
Lors de sa fondation, l'objectif premier de l'ensemble Capella Agostino Steffani est de redonner vie, par des exécutions basées sur les sources originales, à des compositions des XVIIe et XVIIIe siècles tombées dans l'oubli, en particulier celles des maîtres italiens et leurs sphères d'influence en Europe.
En 1996, après le départ de Lajos Rovátkay et le changement de nom et de chef de l'ensemble, le répertoire baroque a été élargi à l'opéra classique, aux oratorios romantiques et aux symphonies.

## Effectif
L'effectif de la Capella Agostino Steffani comportait, à l'époque de Lajos Rovátkay, une quinzaine de musiciens, :
- violon : Anne Röhrig,  Katharina Huche-Kohn, Volker Mühlberg, Susanne Dietz, Ursula Bundies, Barbara Kralle, Andreas Preuss, Eva Politt ;
- alto : Klaus Bundies, Hella Hartmann ;
- violoncelle : Dorothée Zimmer, Sibylle Huntgeburth ;
- basson : Adrian Rovatkay ;
- contrebasse : Love Persson.

## Discographie

### Période Capella Agostino Steffani
- 1991 : Sonate e Sinfonie de Johann Joseph Fux (CD EMI Classics)[4]
- 1991 : Viennese pre-classical : Antonio Caldara, Franz Tuma (CD Virgin Veritas)
- 1994 : Giovanni Battista Pergolesi, Antonio Caldara: Stabat Mater; Vivaldi: Sonata Al S. Sepolcro, avec Monika Frimmer, Gloria Banditelli, Gerd Türk et la Westfälische Kantorei (CD EMI Classics)
- 1996 : Music at the Hanoverian Court 1680-1710 (CD Virgin Veritas)
- 1996 : Werner, Birck: Sinfonie, Pastorelle & Sonate (CD Virgin Veritas)

### Période Hannoversche Hofkapelle
- 2003 : Franz Benda: Flötenkonzerte (CD Christophorus)[5]
- 2012 : Telemann: Cantatas, avec le Collegium Vocale Siegen (CD Hänssler Classic)
- 2012 : Gaude, Plaude! Psalmen und Motetten aus italienischen Konventen, avec le Mädchenchor Hannover (CD Rondeau)
- 2013 : Händel: Water Music; Concerto Grosso (CD MDG)
- 2015 : Telemann: Festive Cantatas, avec le Collegium Vocale Siegen (CD Hänssler Classic)